# Massacro del lago Bodom
Il massacro del lago Bodom è uno dei più famosi casi di omicidio irrisolti nella storia criminale finlandese. Il 5 giugno 1960, nei pressi del Lago Bodom, due ragazze quindicenni, Maila Irmeli Björklund e Anja Tuulikki Mäki, e il diciottenne Seppo Antero Boisman furono uccisi mentre dormivano all'interno di una tenda. Un quarto giovane, l'allora diciottenne Nils Wilhelm Gustafsson, fu ritrovato fuori dalla tenda gravemente ferito. Nonostante ampie indagini, l'autore degli omicidi non è mai stato identificato e varie teorie sulla sua identità sono state presentate nel corso degli anni. Nel 2004, inaspettatamente le autorità finlandesi arrestarono Gustafsson con l'accusa di omicidio, ma questi venne assolto e risarcito dallo Stato l'anno successivo.

## Gli omicidi

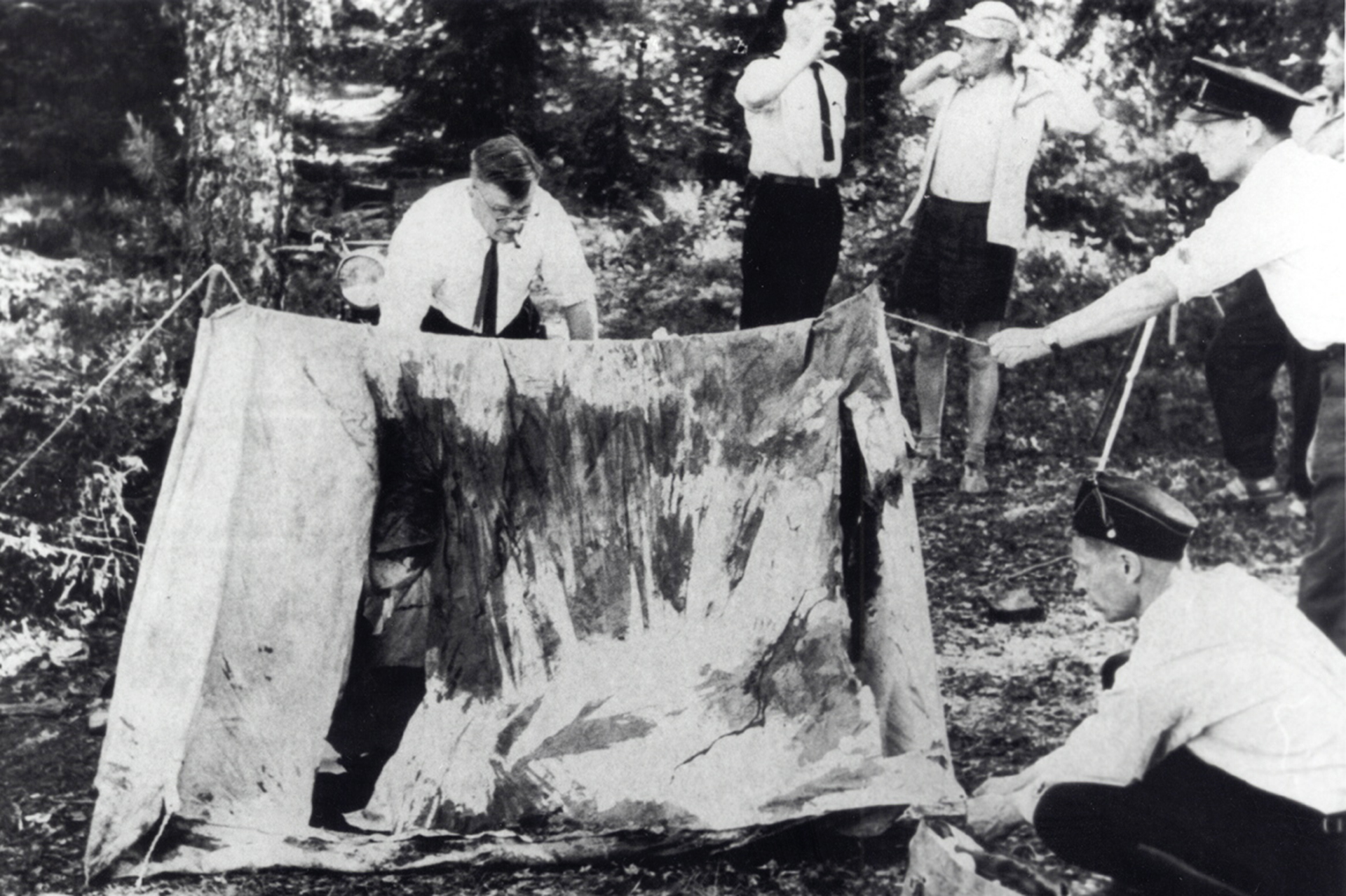
La tenda dei quattro ragazzi dopo il ritrovamento

Sabato 4 giugno 1960 quattro adolescenti finlandesi decisero di accamparsi lungo la riva del Lago Bodom (finlandese: Bodominjärvi, svedese: Bodom träsk), all'interno di un maniero in località Oittaa, vicino alla città di Espoo. Maila Irmeli Björklund e Anja Tuulikki Mäki avevano allora quindici anni e ad accompagnarle c'erano i loro fidanzati diciottenni, Seppo Antero Boisman e Nils Wilhelm Gustafsson.
Tra le ore 4:00 e 6:00 del mattino di domenica 5 giugno 1960, Mäki, Björklund e Boisman vennero aggrediti con un coltello e percossi fino alla morte da un assalitore sconosciuto. Gustafsson, unico sopravvissuto al massacro, subì una commozione cerebrale, fratture alla mascella e alle ossa facciali e lividi sul viso, ma sopravvisse all'aggressione. In seguito, affermò di aver visto di sfuggita un assalitore vestito di nero e di rosso acceso, il quale li avrebbe aggrediti.
Verso le ore 6:00 del mattino, alcuni ragazzi che praticavano birdwatching videro a distanza la tenda crollare e un uomo biondo allontanarsi dalla stessa. I corpi delle vittime furono scoperti verso le ore 11:00 da un carpentiere di nome Risto Sirén. Egli chiamò la polizia, che giunse sulla scena a mezzogiorno.

## Sospettati
Diversi anni dopo, tra il 3 e il 6 giugno 1972, Karl Valdemar Gyllström annunciò nella lettera che accompagnò il proprio suicidio di essere l'omicida del lago Bodom. Fu appurato che l'uomo, uno svedese, aveva lavorato in un chiosco vicino al lago, e che le vittime fossero dei clienti ai quali aveva venduto della limonata. Inoltre, era generalmente noto che il gestore, non sopportando la presenza dei campeggiatori, compisse atti di sabotaggio sulle loro tende, tirasse loro addosso sassi quando passavano in bicicletta ed altri atti simili. La polizia, già scettica visto che l'uomo era noto per avere disturbi mentali e problemi di alcool dopo ulteriori indagini appurò però che il gestore avesse un alibi (stava dormendo a casa con la moglie, la quale testimoniò sotto giuramento di averlo al proprio fianco la sera della strage). L'uomo comunque in tre occasioni confessò ai vicini di essere autore dell'omicidio, ma la polizia bollò il tutto come "chiacchiere tra ubriachi".
Le indagini della polizia in tal senso furono molto criticate, in quanto oltre a ignorare le confessioni dell'uomo non fecero mai, quando ci fu la possibilità tecnologica ossia molti anni dopo, test del DNA come invece fatto con altri sospettati. La barriera linguistica, molti poliziotti che seguivano le indagini non parlavano lo svedese, è considerata un altro fattore che ha influito a rendere le indagini su questa pista poco approfondite.
Nel 2003, il neurologo Jorma Palo pubblicò una propria teoria sull'omicidio: nel 1960 Palo lavorava come dottore nell'ospedale di Espoo e, pochi giorni dopo l'omicidio, ricordò di avere curato un uomo fortemente sospetto per via di alcune ferite. Si trattava del tedesco Hans Assmann, presunta spia del KGB. Secondo il professor Palo, la mancanza di un'approfondita indagine sulla posizione di Assmann nella vicenda sarebbe stata alla base di un insabbiamento, di origini politiche. La polizia finlandese annunciò che Assmann avesse un alibi, ma nel 1997 (un anno prima di morire) pare che Assmann abbia confessato gli omicidi all'ex ispettore di polizia e giornalista finlandese, Matti Paloaro.

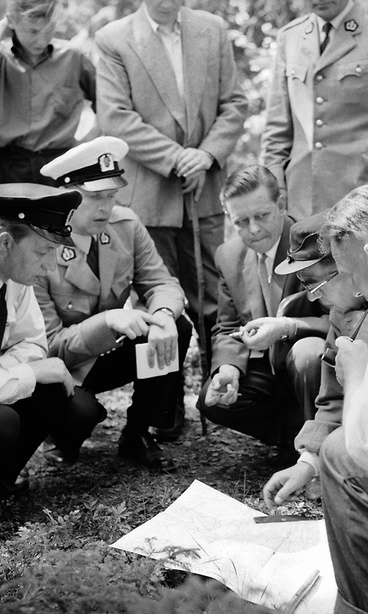
Il vice capo della polizia criminale Arvi Vainio (al centro) sul luogo del delitto durante le indagini (6 giugno 1960).

## L'arresto di Gustafsson
Alla fine di marzo del 2004, quasi 44 anni dopo gli eventi, Nils Gustafsson fu arrestato con l'accusa di omicidio plurimo. All'inizio del 2005 l'Ufficio Nazionale delle Indagini (KRP) dichiarò che il caso era chiuso sulla base delle indagini sulle macchie di sangue: Nils Gustafsson, il sopravvissuto, avrebbe avuto un eccesso di violenza a causa della gelosia che provava per la sua nuova ragazza, Maila Irmeli Björklund. Costei, infatti, sarebbe stata accoltellata numerose volte dopo il colpo fatale, mentre gli altri due sarebbero stati uccisi meno selvaggiamente. Le ferite di Gustafsson, sebbene visibili, sarebbero state meno gravi.
Il 4 agosto 2005 iniziò il processo: il Pubblico ministero chiese l'ergastolo per triplice omicidio, argomentando che le nuove analisi sulla base del DNA evidenziavano le responsabilità di Gustafsson come autore materiale. La difesa sostenne invece che le ferite di Gustafsson fossero dello stesso tipo e inferte con la stessa violenza rispetto a quelle degli altri ragazzi, e che di conseguenza l'omicida potesse essere solo una persona esterna al gruppo dei quattro. Inoltre, vista l'entità delle ferite subìte dal superstite Gustafsson, quest'ultimo non sarebbe stato in grado di uccidere tre persone.
Il 7 ottobre 2005 Nils Gustafsson fu assolto da ogni accusa; non avendo il Pubblico ministero presentato appello, la sentenza di assoluzione divenne definitiva. La Repubblica di Finlandia ha dovuto versare 44900 € come risarcimento per i danni morali e psichici subìti da Gustafsson a causa del processo.

## Nei media
Il gruppo musicale melodic death metal Children of Bodom ha preso il nome da questo tragico avvenimento.
Nel 2016 è uscito il film Lake Bodom, in cui i protagonisti visitano i luoghi del crimine e ne restano coinvolti.